# 包虞廷
包虞廷（？—？），南直隶常州府武進縣人。明末政治人物。

## 生平
天啓四年（1624年）甲子科应天乡试举人，天啓五年（1625年）联捷乙丑科進士，七年授河南宜阳县知县，调南阳县，未任卒，祀名宦祠。